# 이상희 (1932년)
이상희(李相熙, 1932년 1월 8일~2022년 8월 8일)는 내무부 차관, 내무부 장관, 건설부 장관 등을 지낸 대한민국의 관료이다.

## 학력
- 성주농업고등학교 졸업
- 고려대학교 법학과 학사 과정
- 경북대학교 대학원 법학석사 과정

## 경력
- 대구 중앙상고 교사로 근무
- 1961년 제13회 고등고시 행정과에 합격
- 1981년 산림청장
- 1982~1985년 대구직할시장
- 1985~1986년 경상북도지사
- 1987~1988년 제48,49대 내무부 장관
- 1990~1991년 제24대 건설부 장관

## 저서
- 지방세개론
- 지방재정론
- 파신(波臣)의 눈물
- 꽃으로 보는 한국문화
- 우리 꽃 문화답사기
- 매화
- 오늘도 걷는다마는-백년설 평전
- 한국의 술 문화

## 가족 관계
- 배우자: 송명자
  - 아들: 이영근, 이기문
  - 딸:  이정미, 이정옥

| 전임 김준배 | 제6대 산림청장 1981년 6월 18일~1982년 5월 2일 | 후임 손종호 |

| 전임 정채진 | 제19대 대구직할시장 1982년 5월 3일~1985년 2월 20일 | 후임 이상연 |

| 전임 정채진 | 제18대 경상북도지사 1985년 2월 21일~1986년 1월 8일 | 후임 이상배 |

| 전임 이규효 | 제38대 내무부 차관 1986년 1월 9일~1987년 9월 14일 | 후임 송언종 |

| 전임 정관용 | 제48·49대 내무부 장관 1987년 9월 14일~1988년 5월 7일 | 후임 이춘구 |

| 전임 권영각 | 제22대 건설부 장관 1990년 9월 19일~1991년 2월 18일 | 후임 이진설 |